# Santa Isabel (Venezuela)
Pour les articles homonymes, voir Santa Isabel.
Santa Isabel est une ville de l'État de Trujillo au Venezuela, capitale de la paroisse civile de Santa Isabel et chef-lieu de la municipalité d'Andrés Bello.